# مناح (اسم)
مناح هو اسم علم مذكر من أصل عربي، ومعناه هو جاء على صيغة المبالغة من مانح، الكثير الهبات.

## وصلات خارجية
- موسوعة السلطان قابوس لأسماء العرب